# 龍ヶ沢湧水

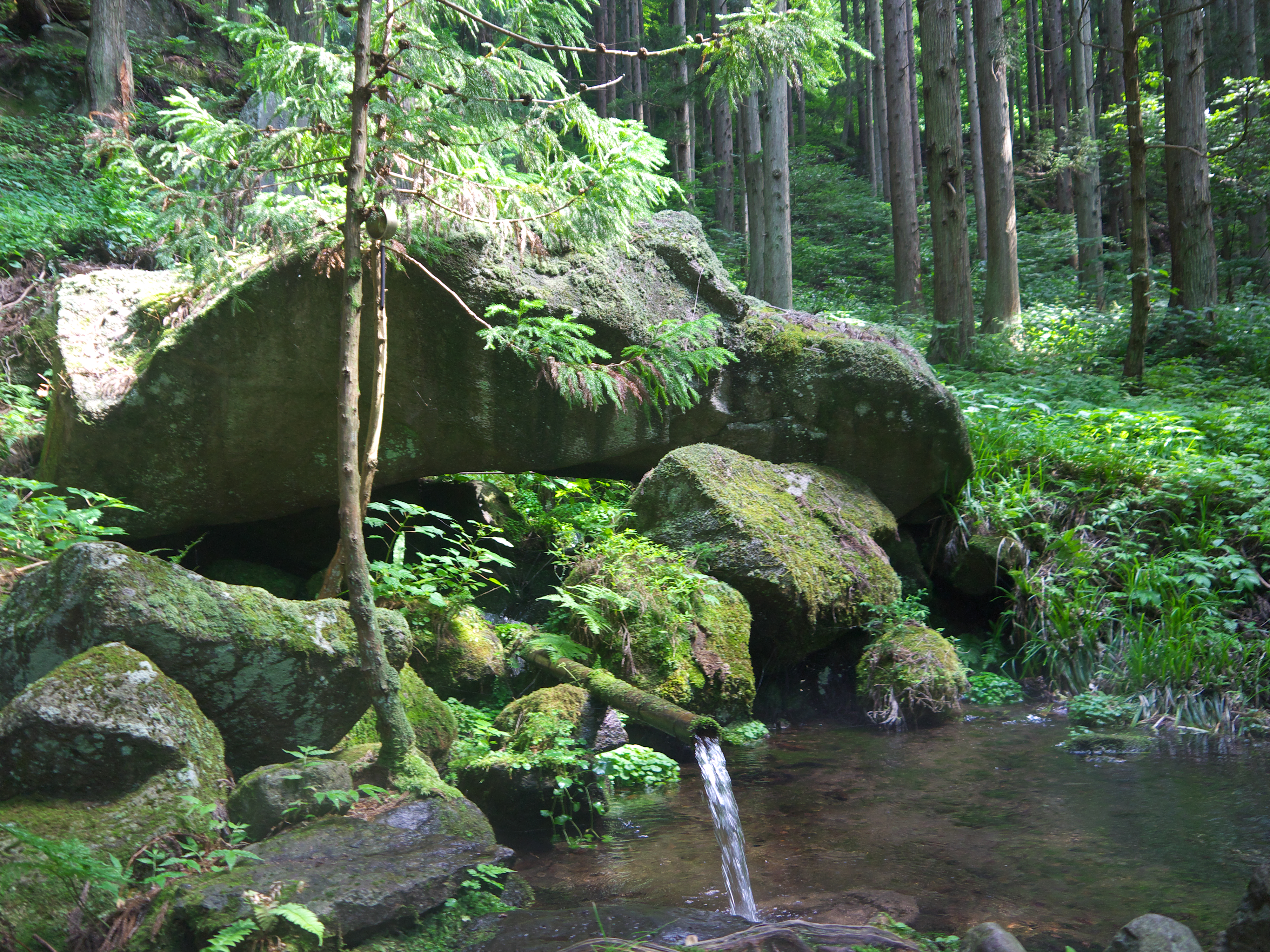
龍ヶ沢湧水

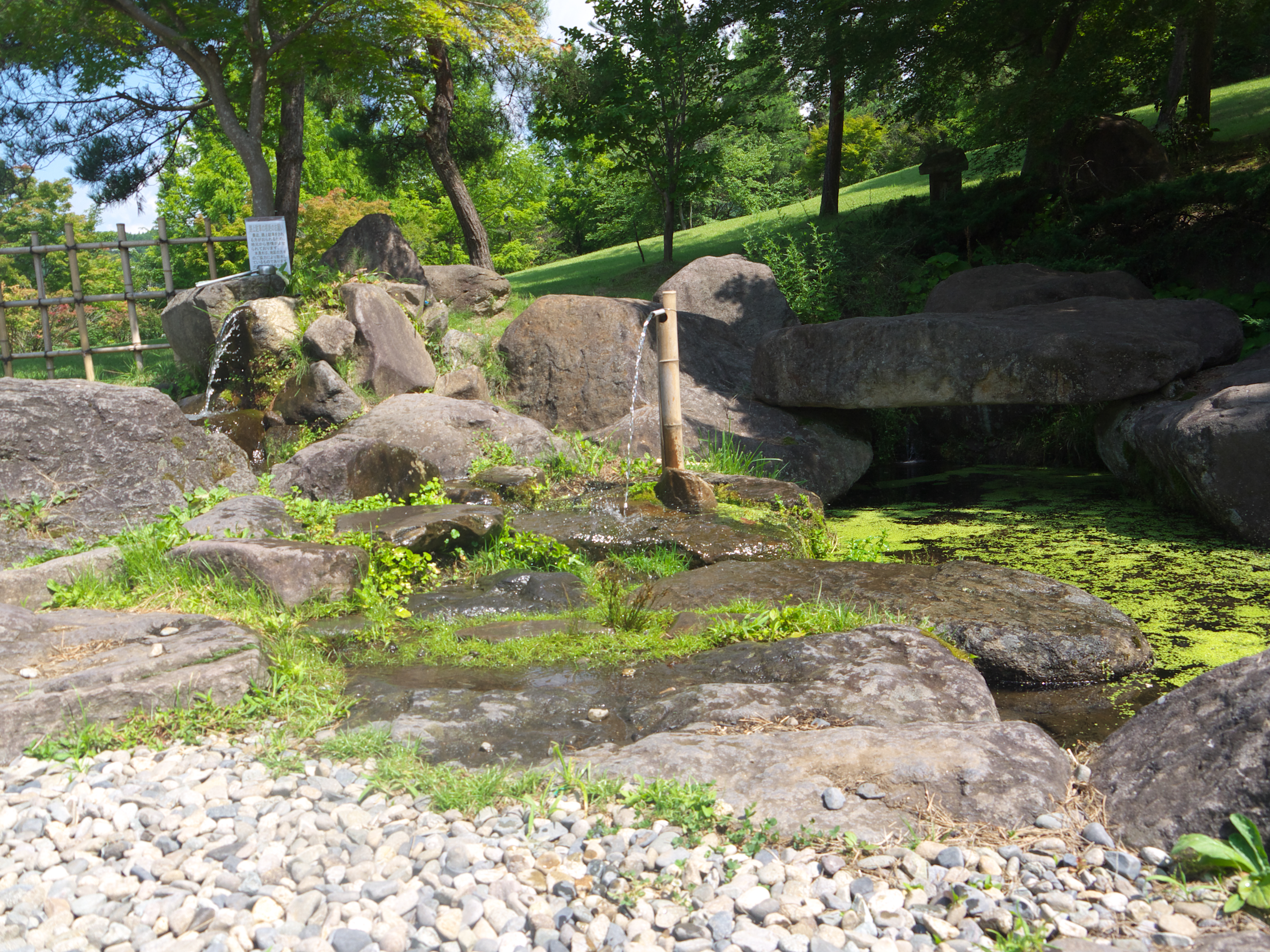
磐梯山慧日寺資料館までの引き水

龍ヶ沢湧水（りゅうがさわゆうすい）は、福島県耶麻郡磐梯町にある磐梯西山麓湧水群の代表的な湧水で、1985年（昭和60年）名水百選のひとつに選定された。

## 概要
磐梯西山麓湧水群は雄国沼を形成する、猫魔山、厩嶽、古城ヶ峰の山麓に多数湧出するが、特に国の史跡に指定されている「龍ヶ沢湧水」は古代末期より太平洋戦争末期までたびたび雨乞いが行われていた。
江戸時代には会津藩の命により、磐梯山や慧日寺と並び大規模な雨乞いが行われ、この場所では龍の落とし子と五穀を上げに慧日寺の僧侶が読経を上げた文書が残っている。
また、一説には空海が請雨の法を修得したとの伝説も残る。
なお、この清水は2,000t/日の湧出とも言われ、湧水源の1km下流の磐梯山慧日寺資料館横に引水され多くの人が訪れる。

## 交通
- 磐越西線磐梯町駅下車 徒歩60分
- 磐越自動車道磐梯河東IC下車（5分）磐梯山慧日寺資料館 徒歩30分